# 川島会館
川島会館（かわしまかいかん）は、岐阜県各務原市川島松倉町1951-4にある公共施設。正式名称は各務原市川島会館（かかみがはらしかわしまかいかん）。

## 歴史
1983年（昭和58年）4月15日、羽島郡川島町に川島町民会館として開館した。開館と同時に川島町生きがいセンター、図書館の川島ほんの家の利用が開始され、同年10月29日には川島町ふるさと史料館の利用が開始された。2004年（平成16年）に川島町が各務原市に編入され、各務原市川島会館に改称した。

## 施設

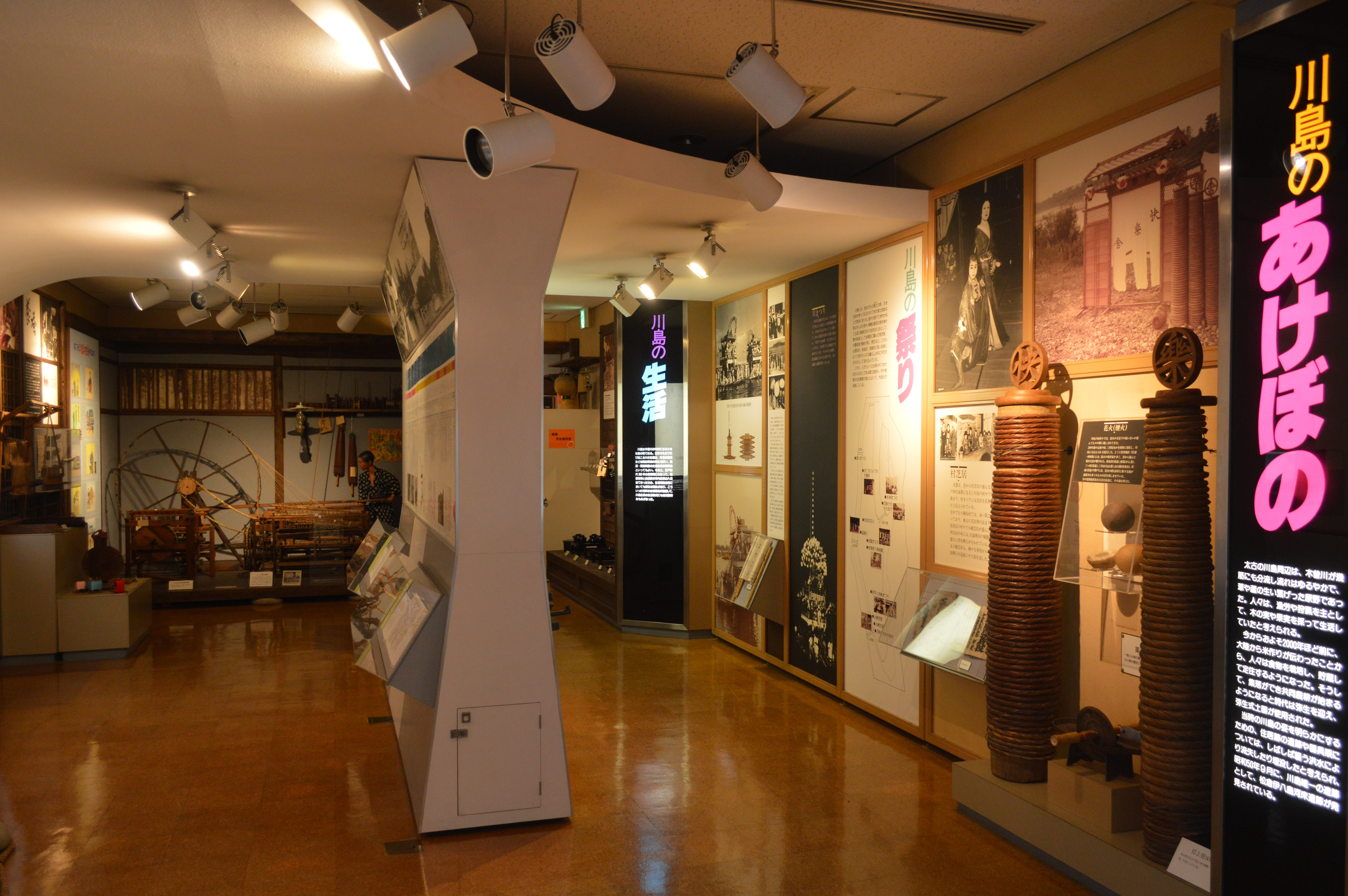
木曽川文化史料館

北側は木曽川本流の堤防に接しているため、堤防道路に接する北側の正面入口は2階、南入口は1階と、入口のあるフロアが異なる。総合受付は2階の正面入口側にある。
1階・2階
- 高齢者生きがいセンター川島園（福祉施設） - 機能リハビリ室、小図書室、会議室、相談室、和室を有する。

3階
- 川島ほんの家 - 各務原市立中央図書館の分館。自然環境関係の図書を得意とする図書館である。

4階
- 木曽川文化史料館

5階
- 展望風呂 - 基本的には60歳以上の各務原市民しか使用できない。

6階
- 機械室

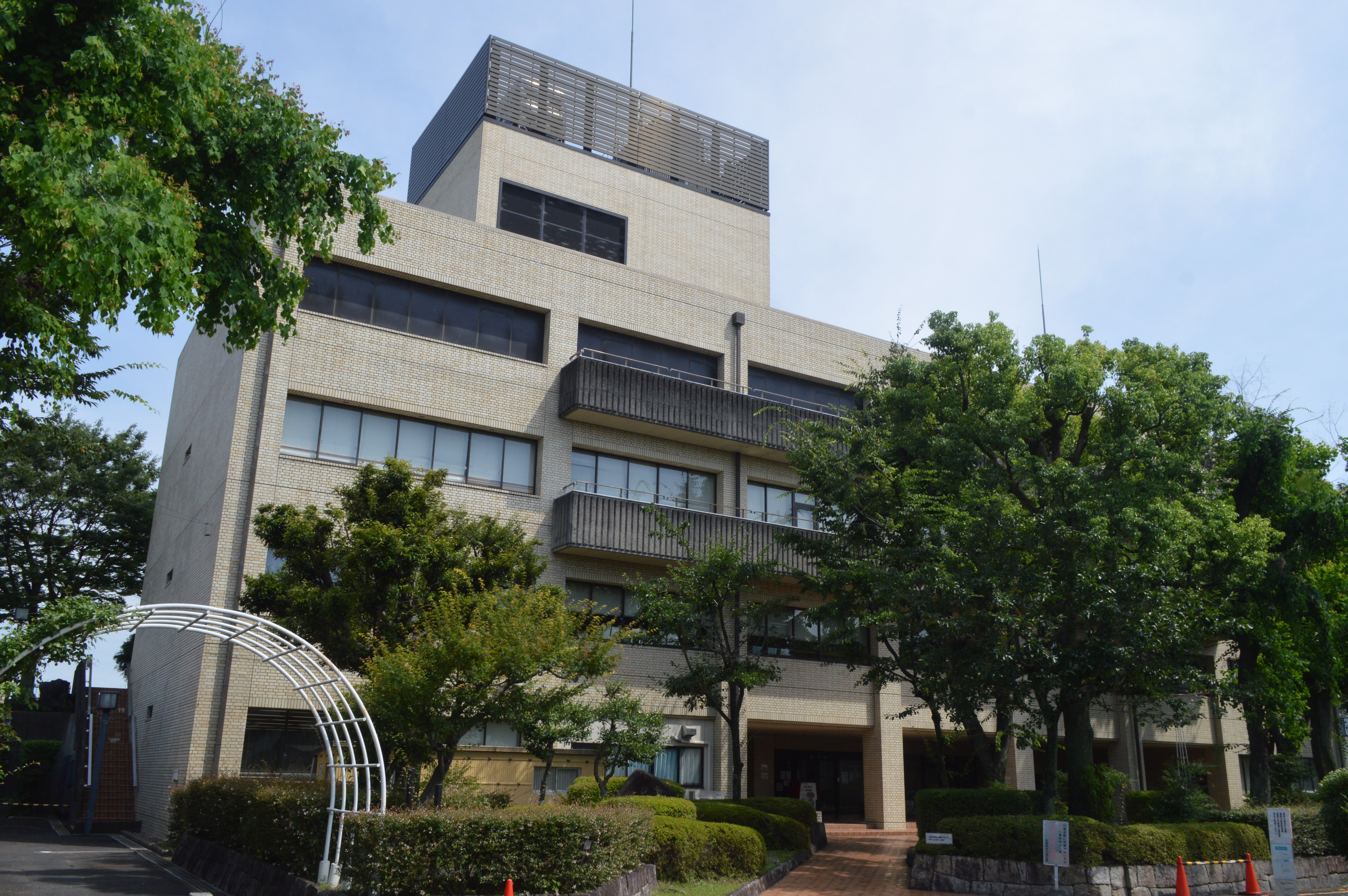
南側から見た建物
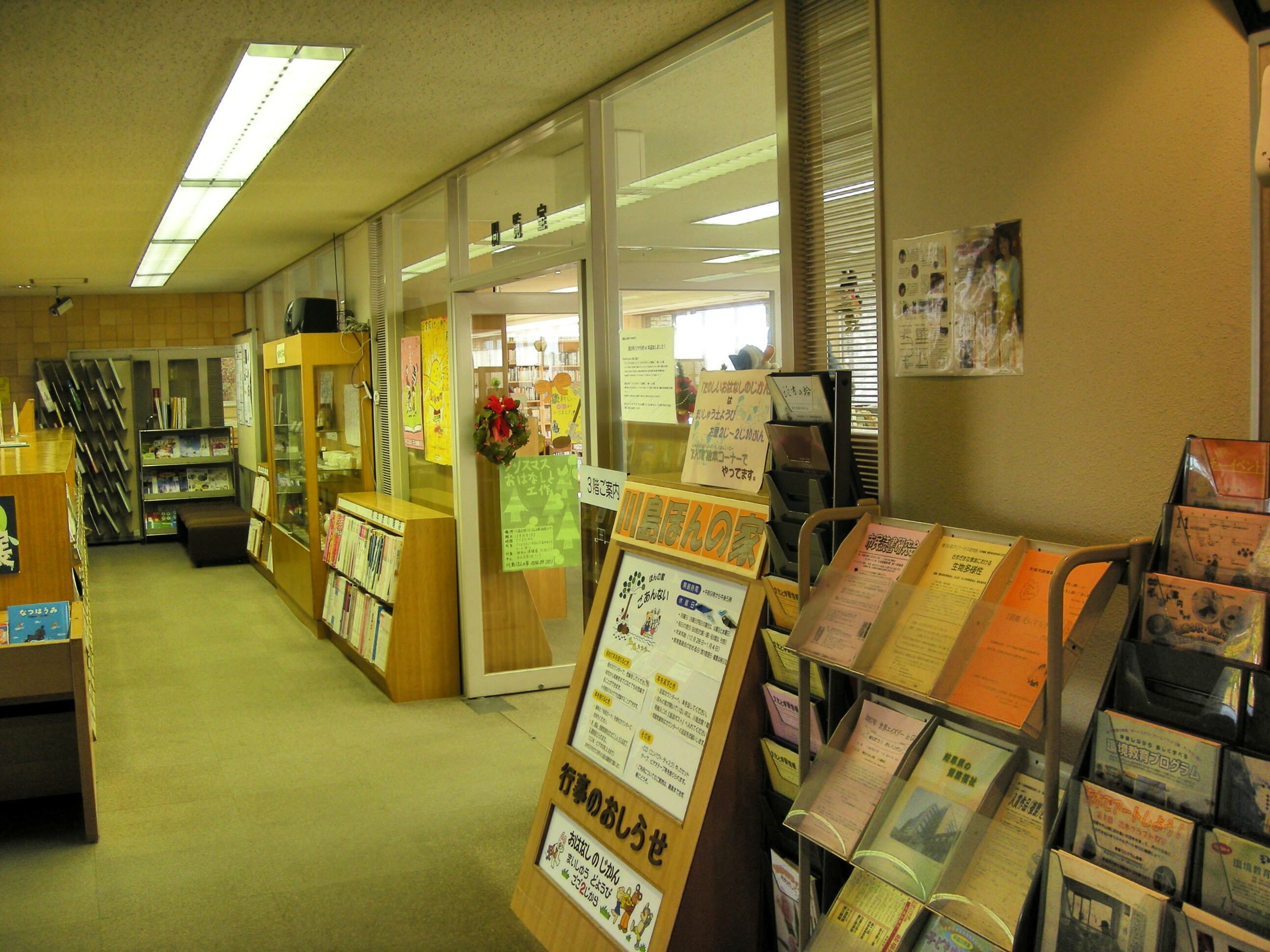
川島ほんの家

## 利用案内
1階～4階
- 開館時間 - 9：00〜17：00
- 休館日 - 毎週月曜日（月曜日が祝日の場合、その翌日）、祝日の翌日（その日が土曜日、日曜日、月曜日、祝日の場合、さらにその翌日）、年末年始（12月28日〜1月4日）

5階
- 開館時間 - 13：30〜16：30
- 休館日 - 毎週日・月・水、祝日の翌日（その日が土曜日、日曜日、月曜日、水曜日、祝日の場合、さらにその翌日）、年末年始（12月28日〜1月4日）
- 料金 - 各務原市内在住者は100円、各務原市外在住者：200円

## 交通アクセス
- 各務原市ふれあいバス川島線「西養寺前」バス停より徒歩約5分。
- 岐阜バス笠松川島線「招魂社前」バス停より徒歩約10分。